# Cirrhipathes spiralis
Cirrhipathes spiralis is een soort uit de familie Antipathidae. De wetenschappelijke naam is gepubliceerd in 1758 door Linnaeus in de tiende editie van Systema naturae.